# Prosivți, Pidvolociîsk
Prosivți (în ucraineană Просівці) este un sat în comuna Vorobiivka din raionul Pidvolociîsk, regiunea Ternopil, Ucraina.

## Demografie
Componența lingvistică a localității Prosivți
     Ucraineană (100%)
Conform recensământului din 2001, toată populația localității Prosivți era vorbitoare de ucraineană (100%).